# Kneajdvir, Colomeea
Kneajdvir (în ucraineană Княждвір) este localitatea de reședință a comunei Kneajdvir din raionul Colomeea, regiunea Ivano-Frankivsk, Ucraina.

## Demografie
Componența lingvistică a localității Kneajdvir
     Ucraineană (99,57%)
     Alte limbi (0,43%)
Conform recensământului din 2001, majoritatea populației localității Kneajdvir era vorbitoare de ucraineană (99,57%), existând în minoritate și vorbitori de alte limbi.